# Myosotis stricta
Myosotis stricta es una planta herbácea de la familia de las boragináceas.

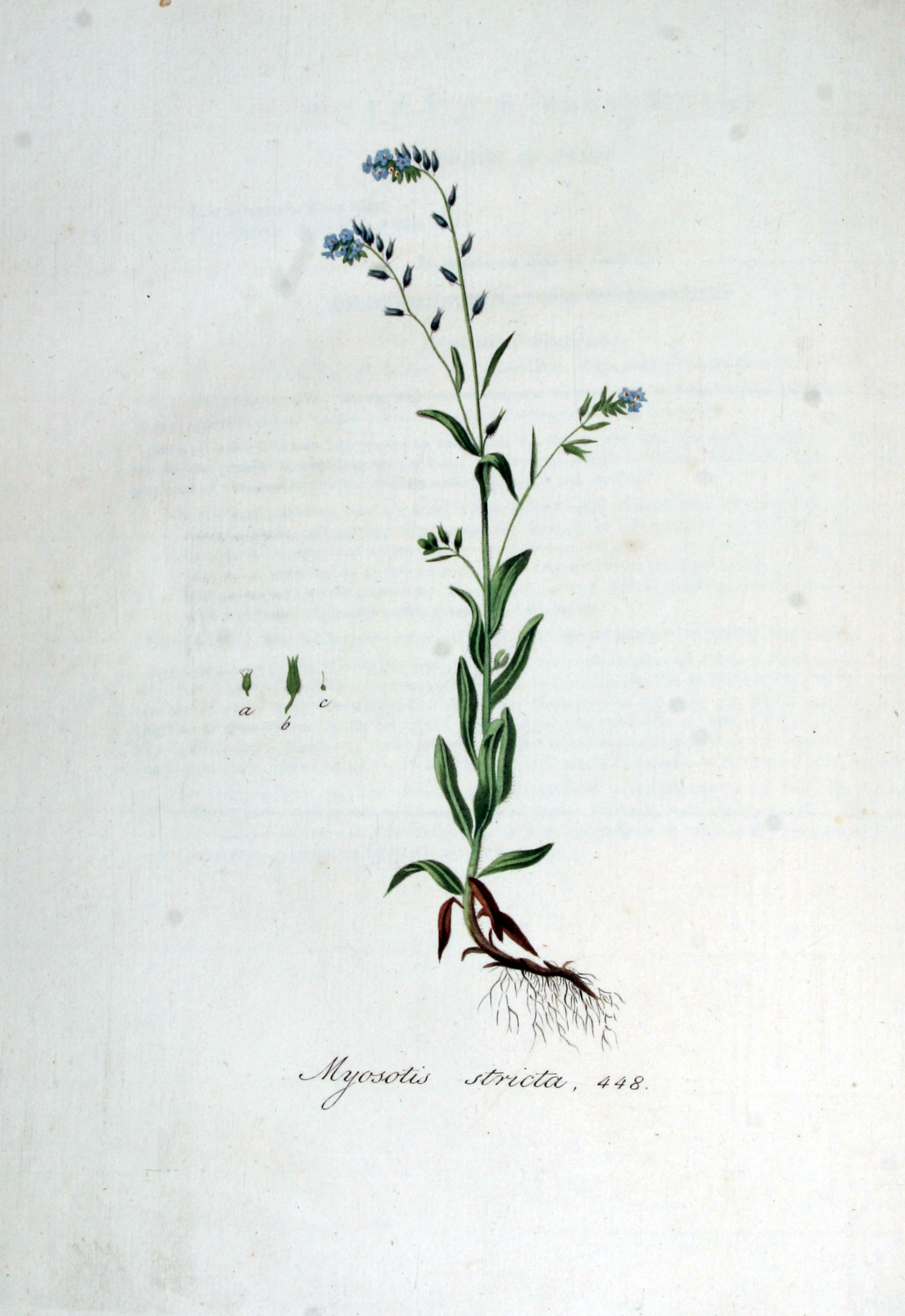
Ilustración

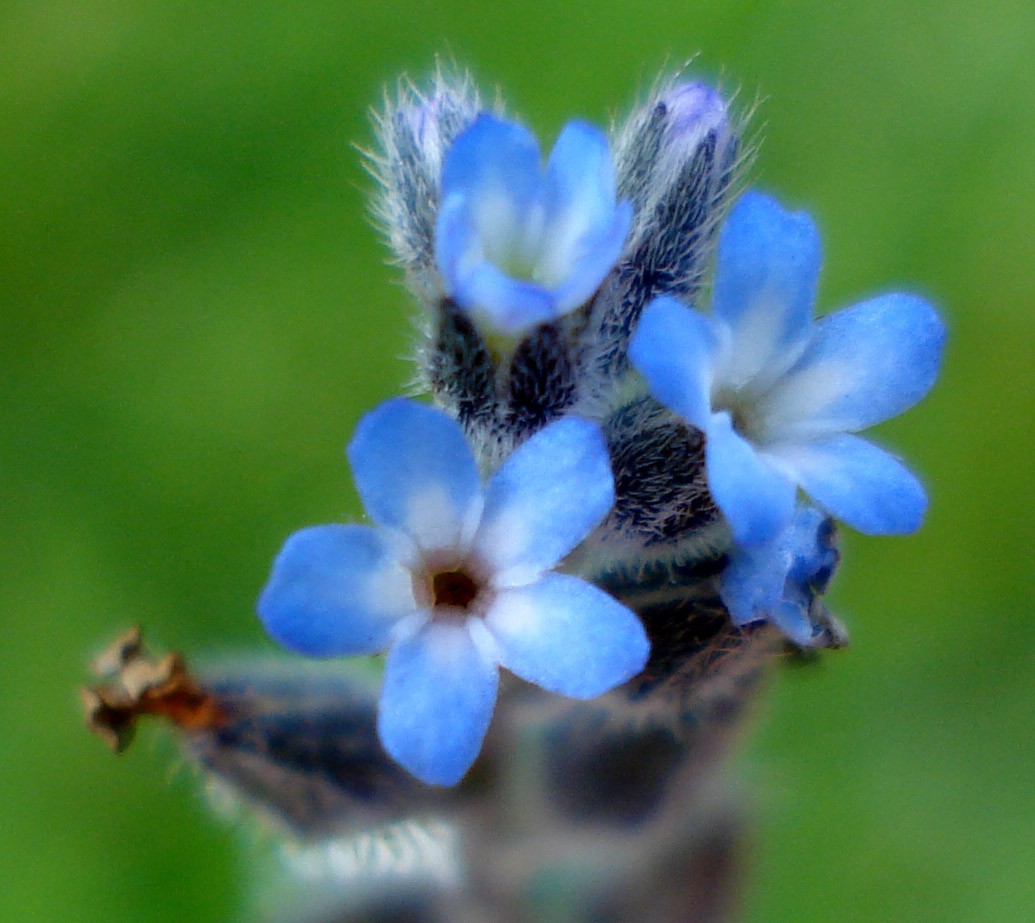
Flores

## Caracteres
Se distingue de Myosotis discolor por sus pequeñas flores azules, de aproximadamente 1 mm de diámetro, y superficie inferior de las hojas y base del tallo con pelos ganchudos (sin pelos ganchudos en Myosotis discolor). Anual, muy ramosa desde la base, de hasta 30 cm, con pelos en el tallo apuntando hacia arriba. Cáliz con pelos ganchudos, densos y adpresos, lóbulos del cáliz cerrados, que no caen. Núculas marrones, con borde quillado en el ápice. Florece en primavera.

## Hábitat
Lugares secos y arenosos.

## Distribución
Toda Europa, excepto Gran Bretaña e Irlanda.

## Taxonomía
Mimophytum stricta fue descrito por Link ex Roem. & Schult. y publicado en Systema Vegetabilium 4: 104. 1819.
Etimología
Myosotis: nombre genérico que deriva del griego: mys, myos, que significa "ratoncillo" y otos, que significa "oreja", aludiendo a la forma de la hoja en algunas de las especies del género.
stricta: epíteto latíno que significa "erecta"
Sinonimia
- Lithospermum tenellum Raf.
- Myosotis arenaria Schrad.
- Myosotis micrantha Pall. ex Lehm.
- Myosotis vestita Velen.[5]